# 2123 Vltava

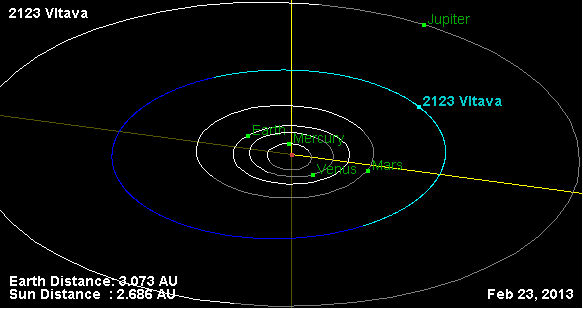
Quỹ đạo của tiểu hành tinh 2123 Vltava

2123 Vltava là một tiểu hành tinh vành đai chính với chu kỳ quỹ đạo là 1767.2267794 ngày (4.84 năm).
Nó được phát hiện ngày 22 tháng 9 năm 1973.